# 필리핀피그미다람쥐
필리핀피그미다람쥐(학명: Exilisciurus concinnus)는 다람쥐과에 속하는 설치류의 일종이다. 필리핀의 토착종이다.